# 彼得罗夫斯科耶农村居民点
彼得罗夫斯科耶农村居民点（俄语：Петровское сельское поселение）是俄罗斯联邦沃罗涅日州利斯基区所属的一个农村居民点。其下辖有5个居民点，行政中心为彼得罗夫斯科耶。据2016年统计，该农村居民点的人口为778人。